# 李敏 (嘉靖進士)
李敏（1511年—1581年），字鈍甫，號默斋、又号融南，山西承宣布政使司太原府榆次縣（今山西省榆次市）人，明朝順天府尹，進士。

## 生平
嘉靖十六年（1537年）丁酉科山西鄉試第四十名舉人。嘉靖二十六年（1547年）中式丁未科會試第一百十名，登第三甲第一百九十八名進士。改庶吉士。二十八年十月授刑科給事中。嘉靖三十二年三月，升禮科右給事中，次月升刑科左給事中，九月升刑科都給事中。三十三年八月丁祖母郭氏憂。嘉靖三十五年四月，授順天府府丞。嘉靖四十三年正月，起升太常寺少卿提督四夷馆，四十三年三月升大理寺右少卿，九月进左少卿，又升南京太僕寺卿，四十四年五月改北太常寺卿，遷大理寺卿。嘉靖四十五年十月，任順天府府尹。

## 家族
曾祖李文玘；祖父李鳳良；父李琦，封刑科给事中，贈大理寺右少卿；母趙氏，累封太恭人。重庆下。弟李聰。子李之春、李之阳，俱生员。李之华。